# El resurgimiento de una Nación
El resurgimiento de una Nación es una película documental de Argentina sobre el guion de David Jinich que se estrenó el 12 de septiembre de 1968.

## Sinopsis
Es un documental, con material de archivo, sobre los primeros veinte años de vida independientes de Israel.

## Reparto
- Alfredo Rojas ... Locución

## Comentarios
El Heraldo del Cinematografista opinó:

”No obstante el testimonio de las imágenes en sí –algunas de varios años atrás- se agregó un relato a veces abrumador por el tono y por la extensión para explicarlos.”

La Nación dijo:

”La breve, agitada y casi milagrosa supervivencia de Israel daba para algo más vibrante, más convincente.”